# Lords Appellant
Pour les articles homonymes, voir Appelant.

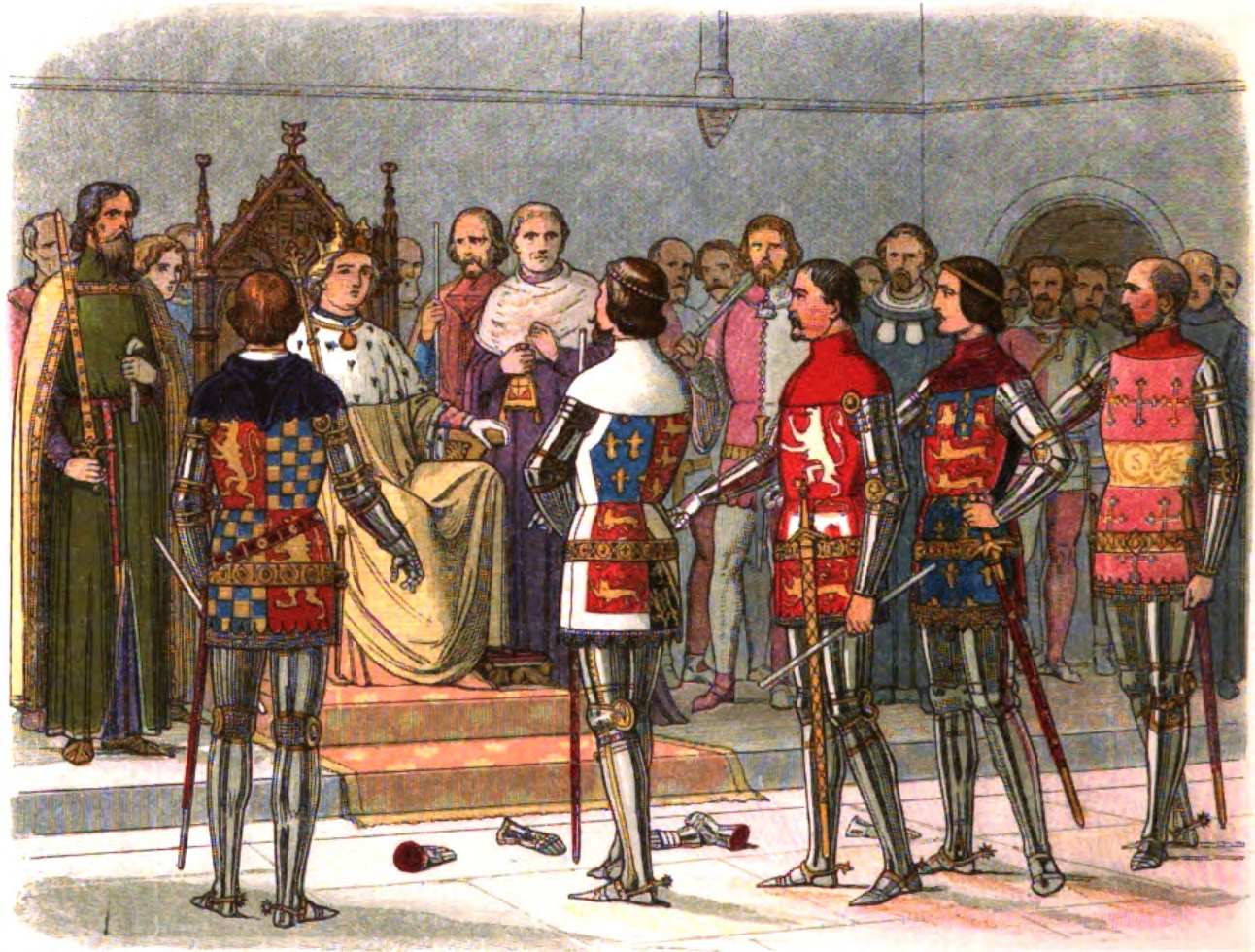
Les Lords Appellant devant Richard II d'Angleterre (illustration de James William Edmund Doyle gravée par Edmund Evans, 1864).

Les Lords Appellant sont un groupe de cinq puissants nobles anglais qui dépossèdent le roi Richard II du contrôle politique du Royaume d'Angleterre au cours de l'année 1388.

## Composition
Ce groupe est composé notamment de Thomas de Woodstock, 1er duc de Gloucester, le plus jeune fils du roi Édouard III d'Angleterre et ainsi l'oncle de Richard II ; de Richard FitzAlan, 4e comte d'Arundel ; et de Thomas de Beauchamp, 12e comte de Warwick. Mais il comprend également deux autres seigneurs plus modérés et discrets : Thomas de Mowbray, 1er comte de Nottingham,  cousin de Richard II ; et Henri Bolingbroke, 1er comte de Derby et de Northampton, lui aussi cousin du roi Richard.

## Actions
Le 14 novembre 1387, Thomas de Woodstock, Richard FitzAlan et Thomas de Beauchamp accusent de trahison Michael de la Pole, 1er comte de Suffolk, Robert de Vere, 9e comte d'Oxford, Robert Tresilian, alors lord juge en chef d'Angleterre et du pays de Galles, ainsi que deux autres loyalistes : l'ancien lord-maire de Londres Nicolas Brembre, et Alexandre Neville, l’archevêque d'York. C'est de cet acte que vient le nom « Appellant », issu du mot anglais « appeal », qui désigne en vieil anglais une accusation. Tandis que Richard gagne du temps en attendant une intervention de Robert de Vere en provenance du Cheshire, les trois Appellant s'allient à Henri Bolingbroke et Thomas de Mowbray. Le 20 décembre 1387, ils interceptent de Vere à la bataille de Radcot Bridge, et le contraignent à quitter le pays. 
Richard conserve son titre de roi d'Angleterre, mais n'a désormais plus aucun pouvoir et la plupart de ses proches partisans sont emprisonnés, exécutés ou exilés. Brembre et Tresilian sont condamnés et exécutés, tandis que de Vere et de la Pole – qui a désormais lui aussi quitté le pays – sont condamnés à mort in absentia lors de l'« Impitoyable Parlement », qui s'ouvre le 3 février 1388. Alexandre Neville, en tant qu'homme d'Église, est privé de ses biens temporels, également in absentia. Mais les Appellant vont encore plus loin et des chevaliers de Richard sont également exécutés en avril et mai 1388, parmi lesquels Simon Burley.
Richard rétablit petit à petit un semblant d'autorité royale pendant les mois qui suivent l'Impitoyable Parlement, grâce à deux facteurs. Tout d'abord, la politique étrangère agressive menée par les Lords Appellant échoue, leurs efforts pour construire une large coalition contre la France ne menant à rien et le nord de l'Angleterre étant victime d’une incursion écossaise en août 1388. Ensuite, le retour de Jean de Gand, 1er duc de Lancastre, qui est aussi l'un des autres oncles de Richard II et un personnage influent dans la politique de l'époque, permet au roi de regagner ses prérogatives royales le 3 mai 1389.